# Shanghai Shenxin Zuqiu Julebu
Lo Shanghai Shenxin Zuqiu Julebu (上海申鑫足球俱乐部S, Shànghǎi Shēnxīn Zúqiú JùlèbùP, a volte tradotto come Shanghai Shenxin Football Club e noto semplicemente come Shanghai Shenxin, era una società calcistica cinese con sede nella città di Shanghai. Ha militato nella Chinese Super League, la prima divisione del campionato cinese.

## Denominazione
- Dal 2003 al 2004: Shanghai Hengyuan Zuqiu Julebu (上海衡源足球俱乐部S; Shanghai Hengyuan Football Club)
- Dal 2004 al 2012: Nanchang Bayi Hengyuan Zuqiu Julebu (南昌八一衡源足球俱乐部S; Nanchang Hengyuan Football Club)
- Dal 2012 al 2020: Shanghai Shenxin Zuqiu Julebu (上海申鑫足球俱乐部S; Shanghai Shenxin Football Club)

## Storia
Nel 2003, la compagnia Hengyuan Corporation ha formato lo Shanghai Hengyuan Football Club, formazione con base nel distretto di Zhabei e che nella sua prima stagione d'attività ha mancato l'accesso alla China League Two. Successivamente, una cooperazione con il Bayi, società in difficoltà economica, ha portato alla nascita del  Nanchang Bayi Hengyuan Football Club, con la squadra che si è trasferita così a Nanchang. Nel 2005, Nanchang Bayi Hengyuan ha conquistato la promozione nella China League One. Nel 2009, la squadra è arrivata nella massima divisione cinese, conquistando un'altra promozione. Nel 2013 è stata adottata l'attuale denominazione, Shanghai Shenxin Football Club.

## Organico

### Rosa
Aggiornato al 24 marzo 2015.
| N. |                          | Ruolo | Calciatore     |
| -- | ------------------------ | ----- | -------------- |
| 1  | Cina (bandiera)          | P     | Wu Yansheng    |
| 2  | Cina (bandiera)          | D     | Hu Mingfei     |
| 3  | Cina (bandiera)          | A     | Zou Zhongting  |
| 4  | Cina (bandiera)          | D     | Liao Chengjian |
| 5  | Cina (bandiera)          | D     | Jiang Jiajun   |
| 6  | Cina (bandiera)          | C     | Hou Junjie     |
| 7  | Cina (bandiera)          | C     | Yang Jiawei    |
| 8  | Cina (bandiera)          | C     | Chi Zhongguo   |
| 11 | Brasile (bandiera)       | A     | Everton        |
| 12 | Cina (bandiera)          | D     | Sun Kai        |
| 14 | Cina (bandiera)          | P     | Zhang Yi'nuo   |
| 15 | Cina (bandiera)          | A     | Zhang Wentao   |
| 16 | Cina (bandiera)          | C     | Yu Tao         |
| 17 | Corea del Sud (bandiera) | C     | Lim You-hwan   |
| 18 | Cina (bandiera)          | C     | Ye Chongqiu    |

| N. |                    | Ruolo | Calciatore   |
| -- | ------------------ | ----- | ------------ |
| 19 | Cina (bandiera)    | C     | Jia Tianzi   |
| 20 | Cina (bandiera)    | C     | Wu Yizhen    |
| 21 | Cina (bandiera)    | C     | Liu Junnan   |
| 22 | Cina (bandiera)    | P     | Lin Xiang    |
| 24 | Cina (bandiera)    | C     | Zhang Yudong |
| 25 | Cina (bandiera)    | P     | Zhang Xunwei |
| 26 | Brasile (bandiera) | D     | Johnny       |
| 28 | Cina (bandiera)    | A     | Chen Hao     |
| 29 | Cina (bandiera)    | D     | Huang Wei    |
| 30 | Cina (bandiera)    | C     | Chen Wei     |
| 31 | Cina (bandiera)    | C     | Cui Ren      |
| 32 | Cina (bandiera)    | A     | Mai Jiajian  |
| 35 | Cina (bandiera)    | C     | Li Xinyu     |

## Palmarès

### Competizioni nazionali
- China League Two: 1

2005

### Altri piazzamenti
- Coppa di Cina:

Semifinalista: 2017
- China League One:

Secondo posto: 2009
Terzo posto: 2008